# Balloon World Cup
El Balloon World Cup va ser un torneig organitzat pel locutor Ibai Llanos i el futbolista Gerard Piqué. La competició es va inspirar en un vídeo viral entre dos joves dels Estats Units jugant des de casa amb un globus, intentant evitar que aquest toqui terra. La seu oficial de la primera edició de la Balloon World Cup fou el parc temàtic PortAventura World, a Salou, Catalunya, i les entrades es van posar a la venda tant en línia com en format físic al propi parc d'atraccions. L'esdeveniment anava a realitzar-se amb 24 països d'inici, però el 8 d'octubre de 2021 es va anunciar oficialment un total de 32 països participants.
Més de 2.000.000 espectadors van veure la primera edició de la Balloon World Cup, transmesa en directe a través de twitch i amb 65 espectadors a les pròpies instal·lacions del parc temàtic. El representant del Perú va ser el guanyador de la primera competició, rebent felicitacions del president del seu propi país.

## Orígens
El 21 d'agost de 2021, l'streamer Ibai Llanos va compartir un tuit en el que es veia un vídeo de dos joves jugant al joc de globus, intentant impedir que el globus caigués a terra, i afegia que volia comprar els drets d'aquest joc i organitzar-ne un torneig. Poc després el futbolista del Futbol Club Barcelona, Gerard Piqué, va sumar-se a la idea d'organitzar un esdeveniment d'aquest tipus. Els periodistes Ander Cortés i Alfredo Dur també s'hi van referir. El 26 de setembre de 2021 es va oficialitzar un torneig mundial de globus anomenat Balloon World Cup previst pel 14 d'octubre. El sorteig es va realitzar dos dies abans, per part d'Ibai Llanos i Cristóbal Soria. El premi per al guanyador de la primera edició seria de 10.000 €.

## Organització
La primera edició de la Copa del Món comptà amb un equip professional encapçalat per l'ex-àrbitre de futbol Rafa Guerrero, l'arquitecte Nacho Tellado com a àrbitre assistent de vídeo, i l'exdelegat de camp del Sevilla Futbol Club i actual col·laborador d'El chiringuito de Jugones Cristóbal Soria en qualitat de delegat. A més del propi Ibai Llanos, la Copa del Món comptà amb un equip de comentaristes integrat pel periodista Alfredo Dur, l'exentrenador argentí Jorge D'Alessandro i Ander Cortés.
| Equips participants | Equips participants | Equips participants | Equips participants |
| ------------------- | ------------------- | ------------------- | ------------------- |
| Alemanya            | Xile                | Guinea Ecuatorial   | Portugal            |
| Andorra             | Xina                | Itàlia              | Regne Unit          |
| Algèria             | Colòmbia            | Marroc              | Rússia              |
| Argentina           | Cuba                | Mèxic               | Senegal             |
| Armènia             | Espanya             | Mongòlia            | Suècia              |
| Bolívia             | Estats Units        | Països Baixos       | Ucraïna             |
| Brasil              | França              | Paraguai            | Uruguai             |
| Bulgària            | Geòrgia             | Perú                | Veneçuela           |

Hi van participar un total de 32 participants en format d'eliminatòria, de manera que cada equip que guanyi passa a la següent fase. La segona ronda inclou totes les fases des dels vuitens de final fins a la final. El guanyador de cada partit passa a la següent fase i el perdedor és eliminat. Els equips perdedors en les semifinals juguen un partit pel tercer lloc.

## Resum

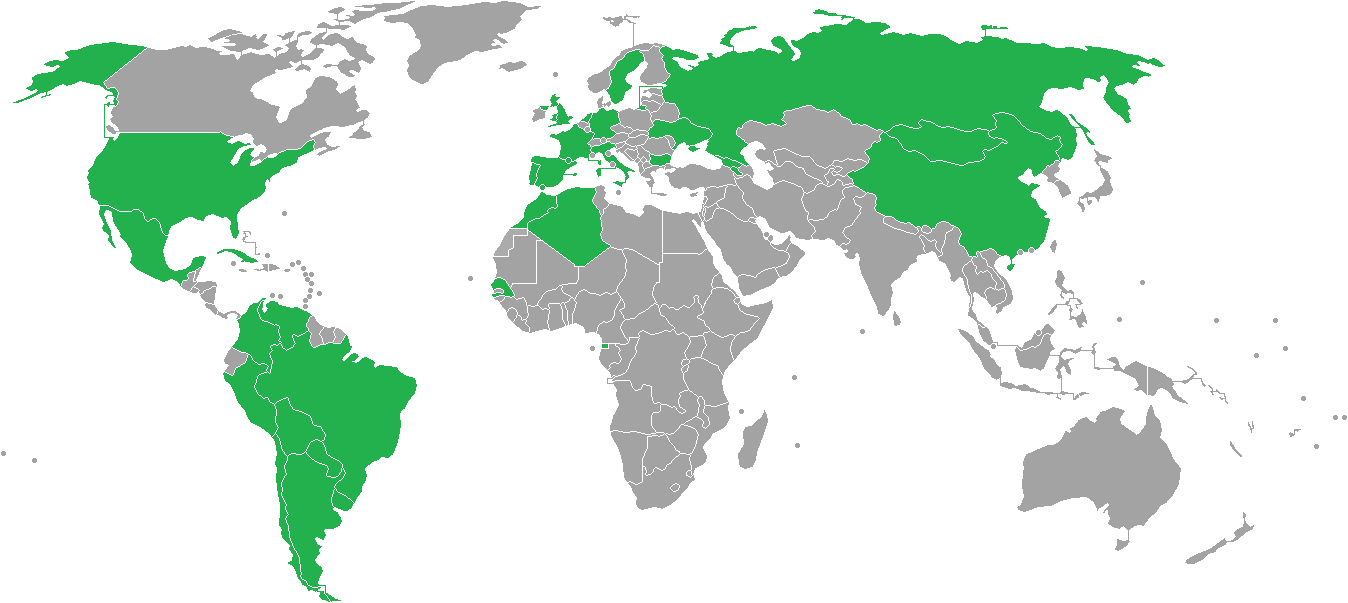
Països participants

La competició es va disputar sencera el mateix dia. Espanya, amfitriona, va derrotar a Uruguai 2-1 amb polèmica. Algunes de les eliminatòries més disputades van ser: Països Baixos-Ucraïna, en la que l'equip europeu va guanyar per 4-3, i l'Andorra-França, que es va decidir per 7-6 a favor de l'equip pirinenc.
A la segona ronda Perú va vèncer a Mongòlia 3-2, Argentina va guanyar a Geòrgia per un resultat de 4-0, el Marroc va vèncer a Itàlia, l'equip amfitrió va vèncer a Cuba al globus d'or amb un resultat de 6-5, Brasil passaria després de vèncer 5-4 a Holanda, Portugal va vèncer 3-2 a Bolívia, també per globus d'or, Andorra va passar fàcilment al vèncer a Guinea Equatorial 6-1 i en l'últim partit d'aquesta ronda Alemanya guanyaria 5- 1 a Senegal.
A la tercera ronda Perú va vèncer 2-1 a l'Argentina en el globus d'or, Espanya venceria 4-2 al Marroc, Brasil passaria lleument amb un 3-1 davant Bolívia i en l'últim partit Alemanya venceria a Andorra 1-0.
A les semifinals Perú va vèncer a Espanya per 2-1 i Alemanya derrotaria al Brasil 4-1. Espanya guanyaria el Brasil en el partit pel tercer lloc, per 6-4. A la final el peruà va començar guanyant 3-0, però Jan Spieb va saber escurçar el marcador amb dos punts seguits. Francisco De La Cruz va saber trobar l'estratègia correcta per desgastar l'alemany i aprofitar l'ampli avantatge que li va permetre fer-se amb el títol per 6-2.
|  | Setzens de final         | Setzens de final         |                          |   | Vuitens de final       | Vuitens de final       |                          |                          | Quarts de final | Quarts de final |  |  | Semifinals | Semifinals |  |  | Final | Final |
|  |                          |                          |                          |   |                        |                        |                          |                          |                 |                 |  |  |            |            |  |  |       |       |
|  | 14 d'octubre − Barcelona |                          |                          |   |                        |                        |                          |                          |                 |                 |  |  |            |            |  |  |       |       |
|  |                          |                          |                          |   |                        |                        |                          |                          |                 |                 |  |  |            |            |  |  |       |       |
|  | Perú                     | 6                        |                          |   |                        |                        |                          |                          |                 |                 |  |  |            |            |  |  |       |       |
|  | Perú                     | 6                        | 14 d'octubre − Barcelona |   |                        |                        |                          |                          |                 |                 |  |  |            |            |  |  |       |       |
|  | Bulgària                 | 4                        |                          |   |                        |                        |                          |                          |                 |                 |  |  |            |            |  |  |       |       |
|  | Bulgària                 | 4                        | Perú                     | 3 |                        |                        |                          |                          |                 |                 |  |  |            |            |  |  |       |       |
|  | 14 d'octubre − Barcelona |                          | Perú                     | 3 |                        |                        |                          |                          |                 |                 |  |  |            |            |  |  |       |       |
|  |                          | Mongòlia                 | 2                        |   |                        |                        |                          |                          |                 |                 |  |  |            |            |  |  |       |       |
|  | Mongòlia                 | Mongòlia                 | 2                        | 3 |                        |                        |                          |                          |                 |                 |  |  |            |            |  |  |       |       |
|  | Mongòlia                 |                          | 14 d'octubre − Barcelona | 3 |                        |                        |                          |                          |                 |                 |  |  |            |            |  |  |       |       |
|  | Mèxic                    | 1                        |                          |   |                        |                        |                          |                          |                 |                 |  |  |            |            |  |  |       |       |
|  | Mèxic                    | 1                        | Perú                     | 2 |                        |                        |                          |                          |                 |                 |  |  |            |            |  |  |       |       |
|  | 14 d'octubre − Barcelona |                          | Perú                     | 2 |                        |                        |                          |                          |                 |                 |  |  |            |            |  |  |       |       |
|  |                          | Argentina                | 1                        |   |                        |                        |                          |                          |                 |                 |  |  |            |            |  |  |       |       |
|  | Geòrgia                  | Argentina                | 1                        | 3 |                        |                        |                          |                          |                 |                 |  |  |            |            |  |  |       |       |
|  | Geòrgia                  | 14 d'octubre − Barcelona |                          | 3 |                        |                        |                          |                          |                 |                 |  |  |            |            |  |  |       |       |
|  | Paraguai                 | 2                        |                          |   |                        |                        |                          |                          |                 |                 |  |  |            |            |  |  |       |       |
|  | Paraguai                 | 2                        | Geòrgia                  | 0 |                        |                        |                          |                          |                 |                 |  |  |            |            |  |  |       |       |
|  | 14 d'octubre − Barcelona |                          | Geòrgia                  | 0 |                        |                        |                          |                          |                 |                 |  |  |            |            |  |  |       |       |
|  |                          | Argentina                | 4                        |   |                        |                        |                          |                          |                 |                 |  |  |            |            |  |  |       |       |
|  | Algèria                  | Argentina                | 4                        | 2 |                        |                        |                          |                          |                 |                 |  |  |            |            |  |  |       |       |
|  | Algèria                  |                          | 14 d'octubre − Barcelona | 2 |                        |                        |                          |                          |                 |                 |  |  |            |            |  |  |       |       |
|  | Argentina                | 5                        |                          |   |                        |                        |                          |                          |                 |                 |  |  |            |            |  |  |       |       |
|  | Argentina                | 5                        | Perú                     | 2 |                        |                        |                          |                          |                 |                 |  |  |            |            |  |  |       |       |
|  | 14 d'octubre − Barcelona |                          | Perú                     | 2 |                        |                        |                          |                          |                 |                 |  |  |            |            |  |  |       |       |
|  |                          | Espanya                  | 1                        |   |                        |                        |                          |                          |                 |                 |  |  |            |            |  |  |       |       |
|  | Suècia                   | Espanya                  | 1                        | 4 |                        |                        |                          |                          |                 |                 |  |  |            |            |  |  |       |       |
|  | Suècia                   | 14 d'octubre − Barcelona |                          | 4 |                        |                        |                          |                          |                 |                 |  |  |            |            |  |  |       |       |
|  | Marroc                   | 6                        |                          |   |                        |                        |                          |                          |                 |                 |  |  |            |            |  |  |       |       |
|  | Marroc                   | 6                        | Marroc                   | 6 |                        |                        |                          |                          |                 |                 |  |  |            |            |  |  |       |       |
|  | 14 d'octubre − Barcelona |                          | Marroc                   | 6 |                        |                        |                          |                          |                 |                 |  |  |            |            |  |  |       |       |
|  |                          | Itàlia                   | 4                        |   |                        |                        |                          |                          |                 |                 |  |  |            |            |  |  |       |       |
|  | Itàlia                   | Itàlia                   | 4                        | 2 |                        |                        |                          |                          |                 |                 |  |  |            |            |  |  |       |       |
|  | Itàlia                   |                          | 14 d'octubre − Barcelona | 2 |                        |                        |                          |                          |                 |                 |  |  |            |            |  |  |       |       |
|  | Xina                     | 1                        |                          |   |                        |                        |                          |                          |                 |                 |  |  |            |            |  |  |       |       |
|  | Xina                     | 1                        | Marroc                   | 2 |                        |                        |                          |                          |                 |                 |  |  |            |            |  |  |       |       |
|  | 14 d'octubre − Barcelona |                          | Marroc                   | 2 |                        |                        |                          |                          |                 |                 |  |  |            |            |  |  |       |       |
|  |                          | Espanya                  | 4                        |   |                        |                        |                          |                          |                 |                 |  |  |            |            |  |  |       |       |
|  | Estats Units             | Espanya                  | 4                        | 2 |                        |                        |                          |                          |                 |                 |  |  |            |            |  |  |       |       |
|  | Estats Units             | 14 d'octubre − Barcelona |                          | 2 |                        |                        |                          |                          |                 |                 |  |  |            |            |  |  |       |       |
|  | Cuba                     | 4                        |                          |   |                        |                        |                          |                          |                 |                 |  |  |            |            |  |  |       |       |
|  | Cuba                     | 4                        | Cuba                     | 5 |                        |                        |                          |                          |                 |                 |  |  |            |            |  |  |       |       |
|  | 14 d'octubre − Barcelona |                          | Cuba                     | 5 |                        |                        |                          |                          |                 |                 |  |  |            |            |  |  |       |       |
|  |                          | Espanya                  | 6                        |   |                        |                        |                          |                          |                 |                 |  |  |            |            |  |  |       |       |
|  | Espanya                  | Espanya                  | 6                        | 2 |                        |                        |                          |                          |                 |                 |  |  |            |            |  |  |       |       |
|  | Espanya                  |                          | 14 d'octubre − Barcelona | 2 |                        |                        |                          |                          |                 |                 |  |  |            |            |  |  |       |       |
|  | Uruguai                  | 1                        |                          |   |                        |                        |                          |                          |                 |                 |  |  |            |            |  |  |       |       |
|  | Uruguai                  | 1                        | Perú                     | 6 |                        |                        |                          |                          |                 |                 |  |  |            |            |  |  |       |       |
|  | 14 d'octubre − Barcelona |                          | Perú                     | 6 |                        |                        |                          |                          |                 |                 |  |  |            |            |  |  |       |       |
|  |                          | Alemanya                 | 2                        |   |                        |                        |                          |                          |                 |                 |  |  |            |            |  |  |       |       |
|  | Brasil                   | Alemanya                 | 2                        | 3 |                        |                        |                          |                          |                 |                 |  |  |            |            |  |  |       |       |
|  | Brasil                   | 14 d'octubre − Barcelona |                          | 3 |                        |                        |                          |                          |                 |                 |  |  |            |            |  |  |       |       |
|  | Veneçuela                | 1                        |                          |   |                        |                        |                          |                          |                 |                 |  |  |            |            |  |  |       |       |
|  | Veneçuela                | 1                        | Brasil                   | 5 |                        |                        |                          |                          |                 |                 |  |  |            |            |  |  |       |       |
|  | 14 d'octubre − Barcelona |                          | Brasil                   | 5 |                        |                        |                          |                          |                 |                 |  |  |            |            |  |  |       |       |
|  |                          | Països Baixos            | 4                        |   |                        |                        |                          |                          |                 |                 |  |  |            |            |  |  |       |       |
|  | Països Baixos            | Països Baixos            | 4                        | 4 |                        |                        |                          |                          |                 |                 |  |  |            |            |  |  |       |       |
|  | Països Baixos            |                          | 14 d'octubre − Barcelona | 4 |                        |                        |                          |                          |                 |                 |  |  |            |            |  |  |       |       |
|  | Ucraïna                  | 3                        |                          |   |                        |                        |                          |                          |                 |                 |  |  |            |            |  |  |       |       |
|  | Ucraïna                  | 3                        | Brasil                   | 3 |                        |                        |                          |                          |                 |                 |  |  |            |            |  |  |       |       |
|  | 14 d'octubre − Barcelona |                          | Brasil                   | 3 |                        |                        |                          |                          |                 |                 |  |  |            |            |  |  |       |       |
|  |                          | Bolívia                  | 1                        |   |                        |                        |                          |                          |                 |                 |  |  |            |            |  |  |       |       |
|  | Portugal                 | Bolívia                  | 1                        | 7 |                        |                        |                          |                          |                 |                 |  |  |            |            |  |  |       |       |
|  | Portugal                 | 14 d'octubre − Barcelona |                          | 7 |                        |                        |                          |                          |                 |                 |  |  |            |            |  |  |       |       |
|  | Armènia                  | 2                        |                          |   |                        |                        |                          |                          |                 |                 |  |  |            |            |  |  |       |       |
|  | Armènia                  | 2                        | Portugal                 | 2 |                        |                        |                          |                          |                 |                 |  |  |            |            |  |  |       |       |
|  | 14 d'octubre − Barcelona |                          | Portugal                 | 2 |                        |                        |                          |                          |                 |                 |  |  |            |            |  |  |       |       |
|  |                          | Bolívia                  | 3                        |   |                        |                        |                          |                          |                 |                 |  |  |            |            |  |  |       |       |
|  | Bolívia                  | Bolívia                  | 3                        | 2 |                        |                        |                          |                          |                 |                 |  |  |            |            |  |  |       |       |
|  | Bolívia                  |                          | 14 d'octubre − Barcelona | 2 |                        |                        |                          |                          |                 |                 |  |  |            |            |  |  |       |       |
|  | Rússia                   | 4                        |                          |   |                        |                        |                          |                          |                 |                 |  |  |            |            |  |  |       |       |
|  | Rússia                   | 4                        | Brasil                   | 1 |                        |                        |                          |                          |                 |                 |  |  |            |            |  |  |       |       |
|  | 14 d'octubre − Barcelona |                          | Brasil                   | 1 |                        |                        |                          |                          |                 |                 |  |  |            |            |  |  |       |       |
|  |                          | Alemanya                 | 4                        |   | Partit pel tercer lloc | Partit pel tercer lloc |                          |                          |                 |                 |  |  |            |            |  |  |       |       |
|  | Regne Unit               | Alemanya                 | 4                        | 3 | Partit pel tercer lloc | Partit pel tercer lloc |                          |                          |                 |                 |  |  |            |            |  |  |       |       |
|  | Regne Unit               | 14 d'octubre − Barcelona | 14 d'octubre − Barcelona | 3 |                        |                        | 14 d'octubre − Barcelona | 14 d'octubre − Barcelona |                 |                 |  |  |            |            |  |  |       |       |
|  | Guinea Equatorial        | 14 d'octubre − Barcelona | 14 d'octubre − Barcelona | 5 |                        |                        | 14 d'octubre − Barcelona | 14 d'octubre − Barcelona |                 |                 |  |  |            |            |  |  |       |       |
|  | Guinea Equatorial        | Guinea Equatorial        | 1                        | 5 | Brasil                 | 4                      |                          |                          |                 |                 |  |  |            |            |  |  |       |       |
|  | 14 d'octubre − Barcelona | Guinea Equatorial        | 1                        |   | Brasil                 | 4                      |                          |                          |                 |                 |  |  |            |            |  |  |       |       |
|  |                          | Andorra                  | 6                        |   | Espanya                | 6                      |                          |                          |                 |                 |  |  |            |            |  |  |       |       |
|  | Andorra                  | Andorra                  | 6                        | 7 | Espanya                | 6                      |                          |                          |                 |                 |  |  |            |            |  |  |       |       |
|  | Andorra                  |                          | 14 d'octubre − Barcelona | 7 |                        |                        |                          |                          |                 |                 |  |  |            |            |  |  |       |       |
|  | França                   | 6                        |                          |   |                        |                        |                          |                          |                 |                 |  |  |            |            |  |  |       |       |
|  | França                   | 6                        | Andorra                  | 0 |                        |                        |                          |                          |                 |                 |  |  |            |            |  |  |       |       |
|  | 14 d'octubre − Barcelona |                          | Andorra                  | 0 |                        |                        |                          |                          |                 |                 |  |  |            |            |  |  |       |       |
|  |                          | Alemanya                 | 1                        |   |                        |                        |                          |                          |                 |                 |  |  |            |            |  |  |       |       |
|  | Senegal                  | Alemanya                 | 1                        | 4 |                        |                        |                          |                          |                 |                 |  |  |            |            |  |  |       |       |
|  | Senegal                  | 14 d'octubre − Barcelona |                          | 4 |                        |                        |                          |                          |                 |                 |  |  |            |            |  |  |       |       |
|  | Xile                     | 3                        |                          |   |                        |                        |                          |                          |                 |                 |  |  |            |            |  |  |       |       |
|  | Xile                     | 3                        | Senegal                  | 1 |                        |                        |                          |                          |                 |                 |  |  |            |            |  |  |       |       |
|  | 14 d'octubre − Barcelona |                          | Senegal                  | 1 |                        |                        |                          |                          |                 |                 |  |  |            |            |  |  |       |       |
|  |                          | Alemanya                 | 5                        |   |                        |                        |                          |                          |                 |                 |  |  |            |            |  |  |       |       |
|  | Alemanya                 | Alemanya                 | 5                        | 3 |                        |                        |                          |                          |                 |                 |  |  |            |            |  |  |       |       |
|  | Alemanya                 |                          |                          | 3 |                        |                        |                          |                          |                 |                 |  |  |            |            |  |  |       |       |
|  | Colòmbia                 | 1                        |                          |   |                        |                        |                          |                          |                 |                 |  |  |            |            |  |  |       |       |
|  | Colòmbia                 | 1                        |                          |   |                        |                        |                          |                          |                 |                 |  |  |            |            |  |  |       |       |

## Impacte
El mundial de globus va ser considerat tot un èxit al reunir dos milions d'espectadors acumulats en directe. A més, l'esdeveniment va generar beneficis i ja compta amb la seva pròpia línia de marxandatge.
Tant el Comitè Olímpic Internacional, com Pedro Castillo Terrones, president del Perú, i Maricarmen Alva, presidenta de Congrés del Perú, van felicitar el campió del torneig: Francesco de la Cruz.
A les xarxes socials el hashtag #BalloonWorldCup sumà més de 80 mil publicacions a Twitter. Quan encara no havia començat el primer partit, Twitch ja sumava més de 450.000 persones ja seguien l'esdeveniment en directe.
La competició ha generat tota mena de reaccions a Twitter. Un dels moments més comentats va ser quan l'àrbitre Rafa Guerrero va cridar "no puc més!" per la tensió que s'estava vivint. Alguns seguidors van comparar el Mundial de Globus amb la Superlliga, fent al·lusions al projecte de Florentino Pérez. La salutació del representant espanyol també va generar certa controvèrsia a Twitter, ja que semblava la típica salutació de quan els professors passen llista a classe. Fins i tot hi va haver espectadors que ho van comparar amb una salutació feixista.
El director de Kosmos, Oriol Querol, va explicar que un dels motius pels quals ha generat diners una modesta competició anomenada Balloon World Cup ha estat perquè no s'ha hagut de pagar pels drets. Una cosa que contrasta amb la compra per part de l'empresa de Piqué sobre els drets de la Ligue 1 o de la Copa Amèrica.
Alguns diaris espanyols van qualificar de ximpleria la quantitat de persones que van presenciar a l'esdeveniment. També s'ha posat sobre la taula la possibilitat de convertir-se en un esport olímpic.